# Jardín del Rey (Aranjuez)
El jardín del Rey es un jardín histórico localizado junto al Palacio Real de Aranjuez, España. Realizado en la segunda mitad del siglo XVI, en su composición mezcla la herencia hispanomusulmana y las influencias renacentistas italianas, y es uno de los pocos ejemplos de paisajismo del Renacimiento en España. Desde 1931 es Bien de Interés Cultural y desde 2001 es Patrimonio de la Humanidad como parte de la declaración Paisaje cultural de Aranjuez.

## Historia

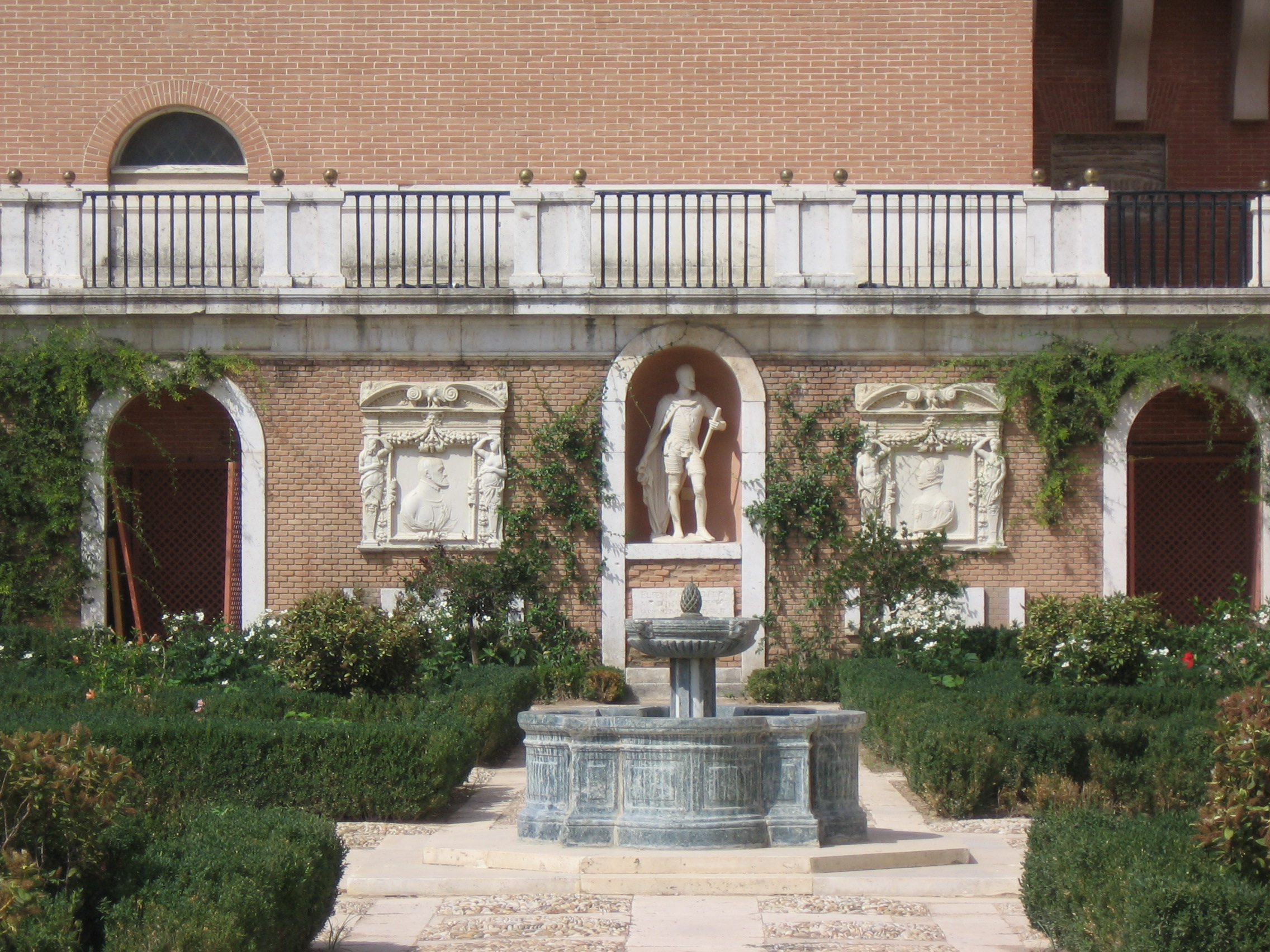
Muro occidental, con la estatua de Felipe II y los medallones de Carlos I e Isabel de Portugal

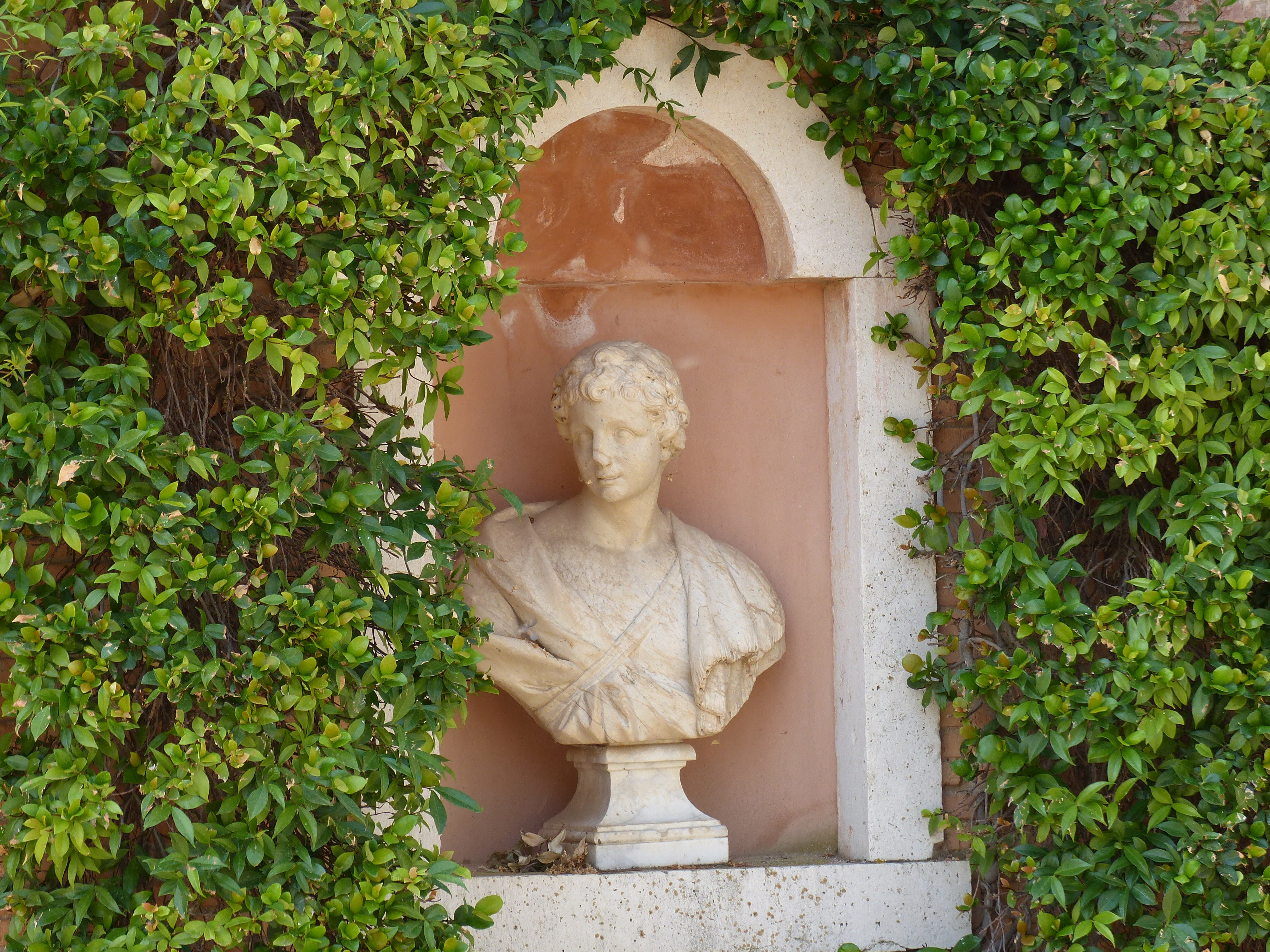
Uno de los bustos

Ubicado junto al ala sur del Palacio, y solapado tras su fachada principal, fue proyectado como un elemento más del conjunto palaciego por Juan Bautista de Toledo en 1561 y realizado por Juan de Herrera entre 1577 y 1582. Junto al ala norte se proyectó otro espacio similar, el jardín de la Reina, pero no llegó a ejecutarse hasta finales del siglo XIX. El acceso o disfrute del espacio podía realizarse desde varios puntos: una galería en la planta baja del palacio, abierta hacia el jardín, que posteriormente fue cerrada durante la etapa borbónica; las habitaciones reales, en la parte alta del palacio; bajo la terraza del palacio, donde había nueve cubículos o grutas; y el paseadero sobre el muro sur del jardín.
En época de Felipe IV (entre 1622 y 1623) se llevó a cabo, de la mano de Juan Gómez de Mora, una renovación del conjunto escultórico del jardín, cuya iconografía fue sustituida por otra relacionada con los emperadores romanos y con los antepasados del monarca. Esta, a modo de propaganda política, buscaba exaltar la dinastía de los Austrias al relacionarla con el imperio romano, ya que su fundador —Carlos I— fue emperador del Sacro Imperio Romano Germánico e imitaba las virtudes de los emperadores clásicos. Posteriormente, en 1733, y con motivo de la realización del jardín del Parterre, fue eliminado el muro oriental, y en época contemporánea presenta una barandilla de hierro.

## Descripción
Presenta una planta cruciforme compuesta por dos ejes perpendiculares, en cuyo cruce se forma una plaza cuadrada, y por otros dos ejes transversales, lo que provoca la existencia de ocho cuadros dedicados a la plantación de boj, con árboles frutales en su interior. Estos, recreados en los años ochenta del siglo XX a partir de ejemplos del siglo XVI, estaban diseñados para su contemplación desde un punto de vista alto. En la plaza central destaca una fuente de jaspe verde de planta mixtilínea realizada por Roque Solario en 1580, mientras que en los muros se sitúan hornacinas para bustos que representan los doce césares romanos y bancos de piedra.
El suelo, en origen cerámico, presenta empedrado de guijos rodeado por losas de piedra de Colmenar. En el muro occidental, donde previamente se abrían varios cubículos, se encuentra una estatua de Felipe II, obra de Pompeo Leoni de 1568, y a ambos lados de la misma dos medallones que representan a Carlos I e Isabel de Portugal, obra de Leone Leoni. Antiguamente también se encontraban un busto de Leonor de Austria, obra de Jacques du Broeuq, y un busto de Margarita de Parma.